# Монан
Об углеводороде см. статью Метан
Монан (VI-VII или IX век) — мученик шотландский. День памяти — 1 марта.
Биографические сведения о нём содержатся почти исключительно в Абердинском требнике (Brevarium Aberdonense).
Монан с детства воспитывался Святым Адрианом Шотландским, им же был рукоположён во священника. Долго служил в храме у Св. Адриана, после чего был послан проповедовать на остров Мэй, что в заливе Ферт-оф-Форт. Одолев тамошние суеверия и многие другие преступления и злоупотребления, и оставив церкви этого острова в хорошем состоянии, святой отправился в область Файф, на юго-востоке Шотландии. Там он был замучен, сражаясь вместе с более чем 6000 других христиан, против армии язычников-датчан, разоривших эти края в 874-875 годах. 
Его мощи были в большом почитании в Иннерни (Innerny, современный Сент-Монанс в Файфшире), на месте его мученической смерти. От них были явлены многие чудеса. Давид II, король Шотландии, сам испытавший его сильное заступничество перед Богом и залечивший свои боевые раны по молитвам святого, в период между 1329 и 1371 годами перестроил его церковь в Иннерни в камне, придав ей величественный вид. Для службы в ней он основал колледж каноников. См. Королевский календарь, рукопись жития этого мученика в шотландском колледже в Париже и Абердинский требник.